# La maga Circe
La maga Circe es un drama jocoso en un acto con música de Pasquale Anfossi. La ópera se representó por vez primera en el Teatro Valle de Roma en el año 1788; y se repuso en tiempos modernos en el año 1988, bicentenario de la primera, en el Teatro Comunal de Sulmona.